# Perron de Sart
Le perron de Sart est un monument érigé sur la place du Marché, au centre du village de Sart-lez-Spa, dans la commune de Jalhay, à l'est de la province de Liège en Belgique.

## Historique
Le perron, symbole des libertés communales, fut érigé à Sart en 1457 ou 1458 sous l'administration du prince-évêque Louis de Bourbon. Sart était alors l'un des cinq bans du marquisat de Franchimont qui dépendait de la principauté de Liège. C’était à son pied que les lois et les règlements étaient proclamés, c’était là aussi que les jugements se rendaient et que certaines sentences étaient appliquées.

## Situation
Le perron est situé au centre de la place du Marché de Sart-lez-Spa. Cette place possède plusieurs bâtiments remarquables tels que l'église Saint-Lambert d'un côté de la place et, sur le côté opposé, la maison Lespire, demeure du XVIe siècle qui fait l'objet d'un classement.

## Description
Le perron repose sur une base carrée de quatre marches en pierre calcaire. Les cinquième et sixième marches présentent huit côtés. Au-dessus de ces marches, se dresse une colonne en pierre bleue de section carrée possédant des angles biseautés. Par un rétrécissement, la colonne devient octogonale pour sa partie principale. Le sommet est constitué d'une pomme de pin surmontée d'une croix. Il fut restauré à diverses reprises, reconstruit en 1833, puis restauré encore en 1904.
Bien que datant de plus de 550 ans, le perron de Sart ne fait pas l'objet d'un classement mais est repris à l'inventaire du patrimoine immobilier culturel de la Wallonie.